# George Ernest Shelley
George Ernest Shelley (15 de mayo de 1840 – 29 de noviembre de 1910) fue un geólogo y ornitólogo inglés. Era sobrino del poeta Percy Bysshe Shelley.
Fue educado en el Lycée de Versailles y sirvió unos cuantos años en la Guardia de Granaderos.
Entre sus obras se encuentran: Una monografía de Cinnyridae, o la familia de los suimangas (1878), Un manual de las aves de Egipto (1872) y Las aves de África (5 volúmenes, 1896 - 1912).

## Abreviatura (zoología)
La abreviatura Shelley  se emplea para indicar a George Ernest Shelley como autoridad en la descripción y taxonomía en zoología.